# Château de la Forêterie
Vous pouvez aider à l'améliorer ou bien discuter des problèmes sur sa page de discussion.
Le château de la Forêterie est situé à Allonnes, dans le département de la Sarthe.
Il présente la particularité de se trouver en zone urbaine, à quelques kilomètres seulement du centre-ville du Mans.

## L'histoire du château

### Une demeure familiale et un lieu de vie culturelle
À la fin du XIXe siècle, Gustave Avice, banquier d’affaires parisien, souhaite construire une résidence familiale dans la région d’origine de sa famille.
Il acquiert ainsi le domaine de la Forêterie et confie à son ami Georges Darcy, architecte en chef des Monuments Historiques, les plans et la direction de la construction en style Renaissance de ce qui va devenir le château de la Forêterie, en lieu et place de la bâtisse existante.
Les travaux ont lieu de 1895 à 1897, date à laquelle Gustave Avice s’installe définitivement à la Forêterie avec sa famille, avant de devenir maire d’Allonnes de 1899 jusqu'à sa mort en 1913.
Jusqu’à l’été 1941, le château est à la fois une demeure et un lieu de villégiature de la famille Avice, et s’inscrit dans la vie culturelle locale en accueillant notamment des artistes de renom à l’époque, tels que le peintre Cormon ou le graveur Le Couteux, qui y finira ses jours.

### Un château marqué par la2eGuerre mondiale
Comme une grande partie du territoire français, la ville d’Allonnes se trouve en zone occupée et les troupes allemandes réquisitionnent la demeure à la fin de l’année 1941. Le château et les communs sont alors occupés jusqu’à la fin des hostilités, en plusieurs périodes distinctes et par des corps différents. Ainsi un général allemand en fait son quartier général en 1942 et des blindés (chars-tigres) y sont parqués en 1944.
En mars de la même année, la propriété essuie des bombardements américains en raison de sa proximité géographique avec des sites stratégiques tels que la gare de triage du Mans ou encore l'usine Renault, situés sur l’autre rive de la Sarthe. Plusieurs dépendances sont détruites ou gravement abimées, et l’on compte de nombreux cratères dans les bois alentour, mais le château est miraculeusement épargné.
Le répit est de courte de durée puisque dans la nuit du 8 au 9 août 1944, une unité de la funeste division Waffen SS « Das Reich » met le feu au château à partir du 1er étage. L’incendie ravage alors l’intérieur de la demeure et emporte également la toiture.

## Le projet de restauration
Pendant 70 ans, le château est à l’abandon et subit d’importants dommages. Le toit ayant brûlé lors de l’incendie de 1944, la pluie contribue à dégrader et fragiliser le bâtiment, qui est progressivement envahi par la végétation.
Au début des années 2000, un arrière-petit-fils de Gustave Avice, François Avice, initie un important projet de restauration avec l’aide de l’architecte Niclas Dünnebacke, et l’architecte des Bâtiments de France Nicolas Gautier, et ce, en dépit de l’état de dégradation avancé de l’édifice.
À ce stade, deux phases importantes de travaux se sont succédé, financées par le propriétaire avec le soutien de la DRAC Pays de la Loire, du Conseil départemental de la Sarthe et dans le cadre du label de la Fondation du Patrimoine.

### 2016-2018: la mise «hors d’eau»
Après un important travail de défrichement et afin de préserver la structure du bâtiment, la première grande phase de travaux consiste à redonner une toiture au château.
Une nouvelle charpente en bois fidèle à celle d’origine est ainsi inaugurée à l’automne 2018.

### Depuis 2019: la mise «hors d’air»
Depuis 2019, une deuxième phase de travaux se poursuit dans la continuité de la première, afin de protéger définitivement l’édifice des intempéries. Cette nouvelle étape consiste à restaurer ou remplacer les pierres d’encadrement des ouvertures selon leur état, puis à réinstaller des menuiseries sur chaque ouverture. Au terme de cette étape qui devrait s’achever début 2021, le château sera totalement protégé de l’environnement extérieur.

## L'association des Amis du Château de la Forêterie
En 2016, l’association des Amis du Château de la Forêterie voit le jour afin de participer au projet de réhabilitation du château, ainsi qu’à la mise en valeur artistique et culturelle et au développement des publics.
C’est elle qui gère les différentes animations organisées sur la propriété en lien avec le propriétaire, les porteurs de projets et les collectivités partenaires comme la Ville d’Allonnes.

## Le Château de la Forêterie dans la vie locale
Depuis que le bâtiment a été libéré de la végétation et sécurisé, il ouvre ponctuellement ses portes au public dans le cadre de visites guidées, notamment pour les Journées du Patrimoine.
Depuis 2017, la ville d’Allonnes organise chaque été une séance de cinéma en plein air, devant le château.
En 2018, la municipalité installe un panneau d’information consacré au château de la Forêterie, visible depuis le boulevard Nature situé en contrebas de la propriété, le long de la Sarthe.